# Abborrtjärnen (Laxsjö socken, Jämtland, 708842-144362)
Abborrtjärnen är en sjö i Krokoms kommun i Jämtland och ingår i Indalsälvens huvudavrinningsområde.